# Marina Bazanova
Marina Bazanova (Omsk, 25 de diciembre de 1962 - Bremen, 27 de abril de 2020)  fue una jugadora de balonmano rusa que representó a la Unión Soviética y el Equipo Unificado en las décadas de 1980 y 1990.
En 1988 participó en los Juegos Olímpicos de Seúl, donde ganó la medalla de bronce en la competición de balonmano. Cuatro años más tarde, en los Juegos Olímpicos de Barcelona, volvió a ganar la medalla de bronce. En su palmarés también cuenta con tres medallas de oro del Campeonato Mundial de Balonmano Femenino de 1982, 1986, y 1990.
Ha jugado en varios clubs, entre ellos el Spartak Kiev (1982-1991), con el que ganó seis ligas soviéticas (de 1983 a 1988) y seis Copas de Europa (1981, 1983, 1985, 1986, 1887, 1988) el TuS Walle Bremen (1991-1998), con quien ganó cuatro ligas alemanas (1992, 1994, 1995 y 1996), tres copas alemanas (1993, 1994 y 1995) y una Recopa de Europa (1994); y en el Werder Brenen, en el que se retiró y trabajó de entrenadora hasta 2008.